# Dictionnaire biographique du Canada
El Dictionnaire biographique du Canada (en inglés Dictionary of Canadian Biography) 
es un diccionario de entradas biográficas sobre personas que han contribuido a la historia de Canadá. Iniciado en 1959, es el resultado de una colaboración entre la Universidad de Toronto y la Universidad Laval. Su primera edición fue publicada en 1966 .
El proyecto se llevó a cabo a petición del empresario James Nicholson , que quería ver una versión canadiense del Diccionario de Biografía Nacional del Reino Unido. Desde 1989, su director general es George Ramsay Cook, mientras Réal Bélanger es el director general adjunto.
En mayo de 2005 , la versión en línea incluye más de 8.000 biografías .

## Volúmenes
Los volúmenes enumeran las cifras por el año de la muerte.  
- Volume I, décès de 1000 à 1700, 1.ª édition en 1966 ; édition corrigée, 1986.
- Volume II, 1701-1740, 1.ª édition en 1969 ; édition corrigée, 1991.
- Volume III, 1741-1770, édité en 1974.
- Volume IV, 1771-1800, éd. 1980.
- Volume V, 1801-1820, éd. 1983.
- Volume VI, 1821-1835, éd. 1987.
- Volume VII, 1836-1850, éd. 1988.
- Volume VIII, 1851-1860, éd. 1985.
- Volume IX, 1861-1870, éd. 1977.
- Volume X, 1871-1880, éd. 1972.
- Volume XI, 1881-1890, éd. 1982.
- Volume XII, 1891-1900, éd. 1990.
- Volume XIII, 1901-1910, éd. 1994.
- Volume XIV, 1911-1920, éd. 1998.
- Volume XV, 1921-1930, éd. 2005.